# Gerald J. Ford Stadium
 (août 2024).
Le Gerald J. Ford Stadium est un stade de football américain situé à Dallas (University Park) au Texas.